# Zgornji Lehen na Pohorju
Zgornji Lehen na Pohorju este o localitate din comuna Ribnica na Pohorju, Slovenia, cu o populație de 112 locuitori.